# Метод экологической оценки эффективности зданий
Метод экологической оценки эффективности зданий (англ. Building Research Establishment Environmental Assessment Method (BREEAM)) — добровольный рейтинг оценки зелёных зданий, разработанный в 1990 году британской организацией BRE Global для оценки экологической эффективности зданий.
За пределами Великобритании на сегодняшний день сертифицировано более 200 тыс. зданий и около миллиона находятся в процессе сертификации.
Особенностью системы является методика присуждения баллов по нескольким пунктам, касающимся аспектов безопасности жизнедеятельности, влияния на окружающую среду и комфорта.
Баллы умножаются на весовые коэффициенты, отражающие актуальность на месте застройки, затем суммируются. Такая методика позволяет использовать систему BREEAM в различных регионах.
Общая оценка заключается в присуждении рейтинга по пятибалльной шкале.